# Zamek w Ancenis
Zamek w Ancenis – zamek we Francji, położony w miejscowości Ancenis, w departamencie Loara Atlantycka, zbudowany w ok. 980 roku nad brzegiem Loary.
Zamek został zbudowany jako rezydencja rycerska typu motte, przebudowany w XV wieku uzyskał most zwodzony. Od 1977 wpisany na list zabytków Francji.